# Torre Bertran
La Torre Bertran és una casa senyorial d'estil neoclàssic situada a tocar del parc del Turó del Putget, envoltada d'un jardí de 2 hectàrees. El conjunt està catalogat com a bé amb elements d'interès (categoria C).

## Història
El 1777, la Congregació de l'Oratori de Sant Felip Neri establí en emfiteusi a l'arquitecte Josep Ausich i Mir una part de la seva Torre dels Capellans, a cens de 200 lliures anuals. Consistia en una «una casa en part derruhida, pou, safreig, y forn per cóurer rajola ab dotze mujadas, tres quartas y una mundina de terra, situada en lo lloc dit Puig sa Plana y avuy La Torreta, prop lo monestir de Nostra Sra. de Gràcia dels PP. Carmelitas Descalsos.» A la seva mort el 1806, fou succeït pel seu fill Salvador Ausich i Gurena, que a partir del 1808 va deixar de pagar el cens, i el 1818 ell i la seva mare Rosa Gurena foren condemnats a pagar les pensions endarrerides.
Finalment, el 1821 es veieren obligats a vendre la finca, coneguda com a Ca n'Ausich, a l'advocat Francesc Tomàs Ros i Buscà. Aquest la llegà al seu nebot Josep Bertran i Ros (1795-1855), que el 1845 va adquirir altres 6 mujades a Joaquim Castanyer i Molet. i el 1853 va obtenir dels Craywinckel el dret de captar aigües subterrànies a la seva torre del Frare Negre a canvi de la cessió d'1/6 del cabdal. Posteriorment, va passar a mans del seu primogènit Felip Bertran i d'Amat (1835-1911), que el 1883 va encarregar a l'arquitecte Elies Rogent el projecte d'una nova residència. Casat amb Elisa Musitu, va promoure la urbanització de la finca (carrers de Bertran, Elisa i Musitu), que es va aprovar el 1895, i fou succeït pel seu fill Josep Bertran i Musitu (1875-1957), advocat i cofundador de la Lliga Regionalista i casat amb Maria Cristina Güell i López, filla d'Eusebi Güell i Bacigalupi.
Durant la Guerra Civil, la família Bertran s'exilià a Sant Sebastià i la torre va ser requisada pel POUM, i un dels seus hostes fou l'escriptor George Orwell. També fou residència de Juan Negrín López, president del govern de la Segona República Espanyola, quan aquest es traslladà des de València a Barcelona. Les darreres reunions del Consell de Ministres republicans van tenir lloc a la biblioteca de la mansió. Acabada la guerra, els Bertran van recuperar la possessió de les seves finques i fàbriques, però Josep, amb la torre malmesa durant la seva absència, es va instal·lar en un pis de Barcelona, ciutat en què va viure fins que va morir.
El seu fill Felip Bertran i Güell va arribar a un acord amb el seu pare i la seva germana Isabel
per adjudicar-se la finca, que va fer rehabilitar. Amb aquesta finalitat, el 1951 va fer construir una ala adossada al costat occidental de la torre, que consta de dues plantes i un porxo amb una piscina al damunt. A la dècada de 1950, s'hi van celebrar festes que atreien personalitats de l'alta burgesia barcelonina i del món de la faràndula.

## Descripció
En la resolució de les façanes s'usen elements del repertori neoclàssic (pilastres, frontons, etc.) que li donen gran contundència. Destaca el gran balcó corregut sobre l'entrada i la terrassa sobre el cos baix. De l'interior, a part de les col·leccions que s'hi guarden, destaca el saló, decorat amb pintures murals de Fèlix Mestres, que representen, en color sèpia, les quatre estacions i les arts.
Davant de la casa hi ha unes escalinates amb balustrades i elements decoratius, un gran estany rectangular ple de nenúfars, i una porxada amb arcs de mig punt i amb tres escultures neoclàssiques.

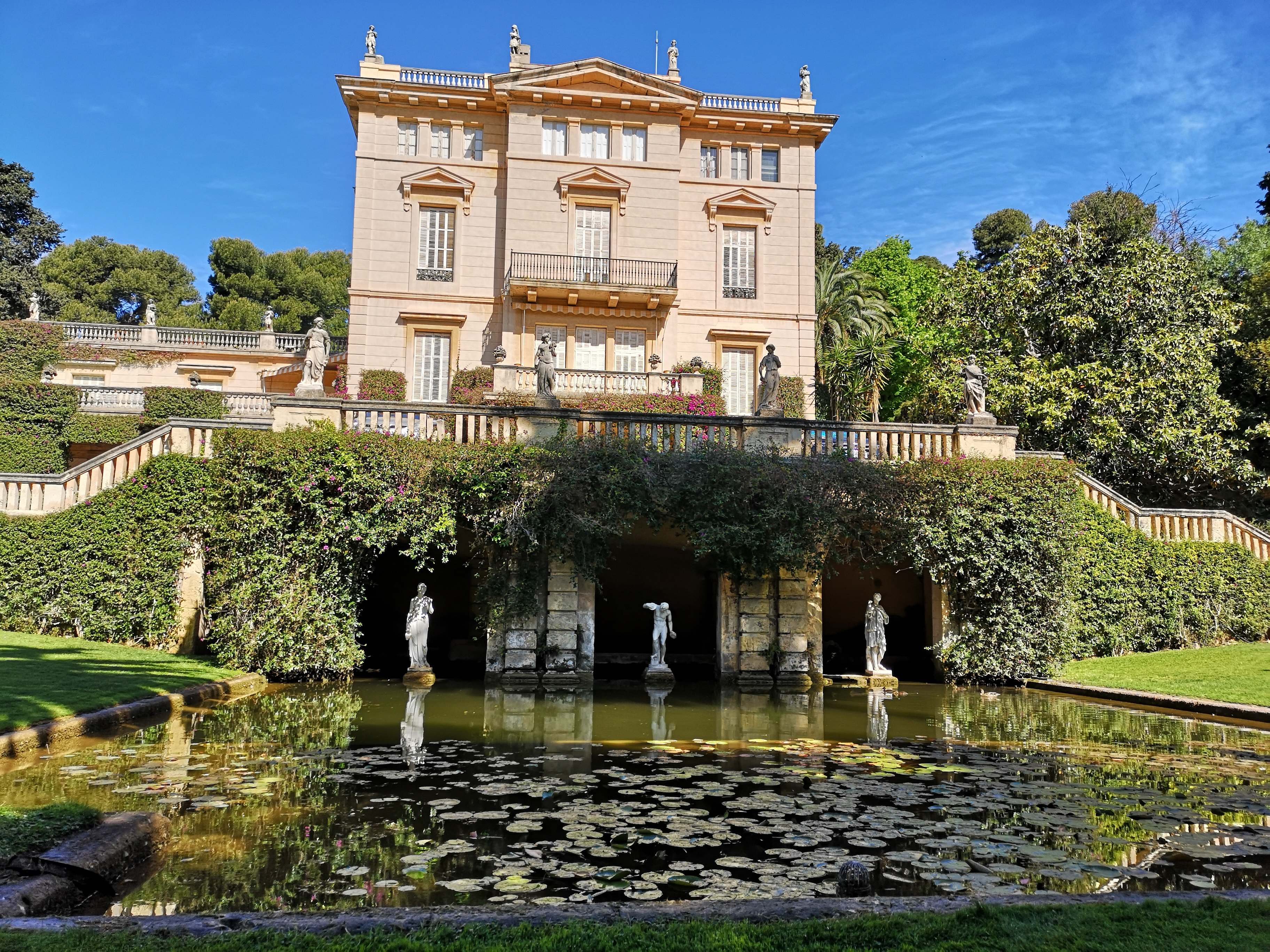
Estany de la Torre Bertran

### Bosc Bertran
Els jardins que rodegen la casa, coneguts popularment com a Bosc Bertran, han sofert diverses modificacions, la darrera el 1962 per l'arquitecte i paisatgista Nicolau Rubió i Tudurí, que li va conferir l'actual estil de caràcter romàntic i isabelí. Un passeig de llorers i castanyers condueix a l'entrada del carrer del Putxet. Darrere de la casa hi ha un jardí d'estil paisatgista molt natural, un rierol brolla d'un dels turons fins a desaiguar en una petita bassa que s'endinsa a l'interior d'una cova. Al final del jardí, un túnel excavat en la roca condueix a una antiga pedrera. Hi havia hagut una font natural, on durant molts anys els veïns eren autoritzats a reunir-se i agafar l'aigua a la que se li atribuïen tot tipus de propietats.